# Maurice Ballerstedt
Maurice Ballerstedt (Berlino, 16 gennaio 2001) è un ciclista su strada tedesco, già vicecampione europeo Juniores in linea nel 2019, è attivo tra gli Elite UCI dal 2020.

## Palmarès
- 2019 (Juniores)

Grand Prix de Luxembourg
- 2021 (Jumbo-Visma Development Team, due vittorie)

3ª tappa Tour du Pays de Montbéliard (Étupes > Étupes)
Classifica generale Tour du Pays de Montbéliard
- 2022 (Alpecin - Fenix, una vittoria)

Campionati tedeschi, Prova a cronometro Under-23

### Altri successi
- 2019 (Juniores)

3ª tappa, 2ª semitappa Saarland Trofeo (Bitche > Reinheim, cronosquadre)
- 2021 (Jumbo-Visma Development Team)

1ª tappa Kreiz Breizh Elites (Ploumagoar, cronosquadre)
Classifica giovani Tour du Pays de Montbéliard
- 2022 (Alpecin - Fenix)

Campionati europei, Staffetta mista Under-23
- 2025

Clocktower Classic (6ª prova Kwik Trip Tour of America's Dairyland)

## Piazzamenti

### Grandi Giri
- Vuelta a España

2023: 143º
2024: 126º

### Classiche monumento
- Giro delle Fiandre

2023: ritirato

### Competizioni mondiali
- Campionati del mondo

Fiandre 2021 - Cronometro Under-23: 28º
Fiandre 2021 - In linea Under-23: 122º
Wollongong 2022 - In linea Under-23: 30º

### Competizioni europee
- Campionati europei

Alkmaar 2019 - Cronometro Junior: 9º
Alkmaar 2019 - In linea Junior: 2º
Trento 2021 - Cronometro Under-23: 10º
Trento 2021 - In linea Under-23: ritirato
Anania 2022 - Cronometro Under-23: 10º
Anania 2022 - Staffetta mista Under-23: vincitore
Anania 2022 - In linea Under-23: 9º